# Добрушка (город)
Добрушка (чеш. Dobruška) — город в Чехии в районе Рихнов-над-Кнежноу Краловеградецкого края.

## Административное деление

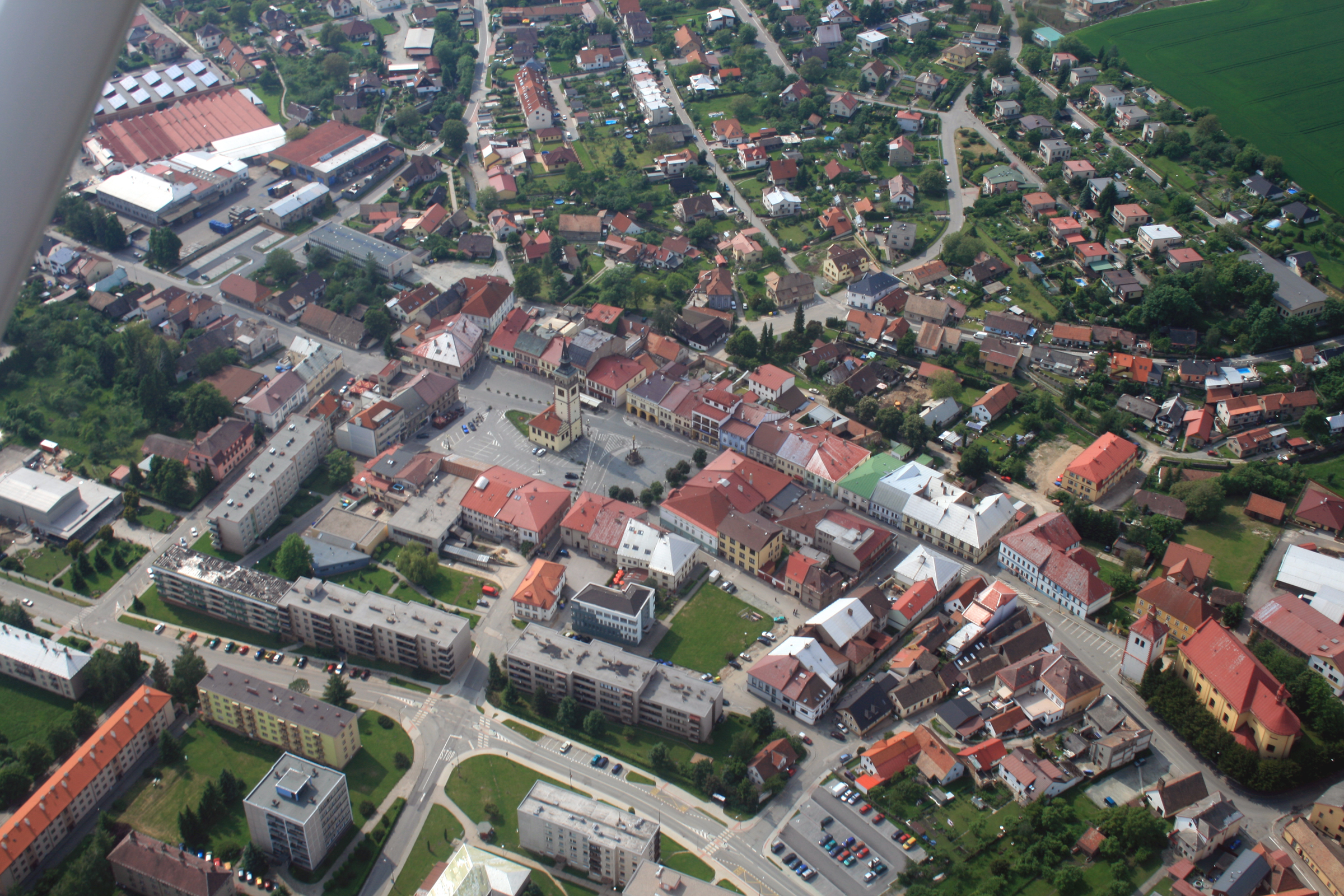
Добрушка (вид с воздуха)

Административно разделен на 8 районов (частей):
- Добрушка
- Běstviny
- Domašín
- Chábory
- Křovice
- Mělčany
- Pulice
- Spáleniště

## История
Расположен на перекрестке древних торговых путей, что сделало его центром окружающего региона. Первое письменное упоминание о Добрушке как городе встречается в 1320 году. Этим документом подтверждалось право горожан варить пиво.
С XVI-го века город стал процветающим экономическим центром северо-востока исторической области Богемия. В XIX веке Добрушка был охвачен движением за национальное возрождение.
Город имеет многовековую традицию текстильного производства.

## Достопримечательности
Добрушка — город многих исторических памятников. Центр города с 2003 является историческим памятником местного значения (заповедной зоной). Доминирующей над городом является ренессансная ратуша, в которой представлено несколько работ всемирно известного художника Франтишека Купки, который провёл здесь свою юность.
- деканатский костëл св. Вацлава (1709—1724)
- костëл св. Духа
- Марианская колона (1736)

## Население
| Год  | Численность | Численность |
| ---- | ----------- | ----------- |
| 1869 | 4783        | [ 5 ]       |
| 1880 | 4913        | [ 5 ]       |
| 1890 | 4851        | [ 5 ]       |
| 1900 | 4828        | [ 5 ]       |
| 1910 | 5445        | [ 5 ]       |
| 1921 | 5334        | [ 5 ]       |
| 1930 | 5350        | [ 5 ]       |
| 1950 | 4736        | [ 5 ]       |
| 1961 | 5712        | [ 5 ]       |
| 1970 | 6204        | [ 5 ]       |
| 1980 | 6982        | [ 5 ]       |
| 1991 | 6893        | [ 5 ]       |
| 2001 | 7181        | [ 5 ]       |
| 2014 | 6896        | [ 6 ]       |
| 2016 | 6848        | [ 7 ]       |
| 2017 | 6791        | [ 8 ]       |
| 2018 | 6734        | [ 9 ]       |
| 2019 | 6727        | [ 10 ]      |
| 2020 | 6723        | [ 11 ]      |
| 2021 | 6651        | [ 12 ]      |
| 2022 | 6518        | [ 13 ]      |
| 2023 | 6571        | [ 14 ]      |
| 2024 | 6557        | [ 15 ]      |
| 2025 | 6532        | [ 3 ]       |

## Города-побратимы
- Мейска-Гурка, Польша
- Радкув, Польша

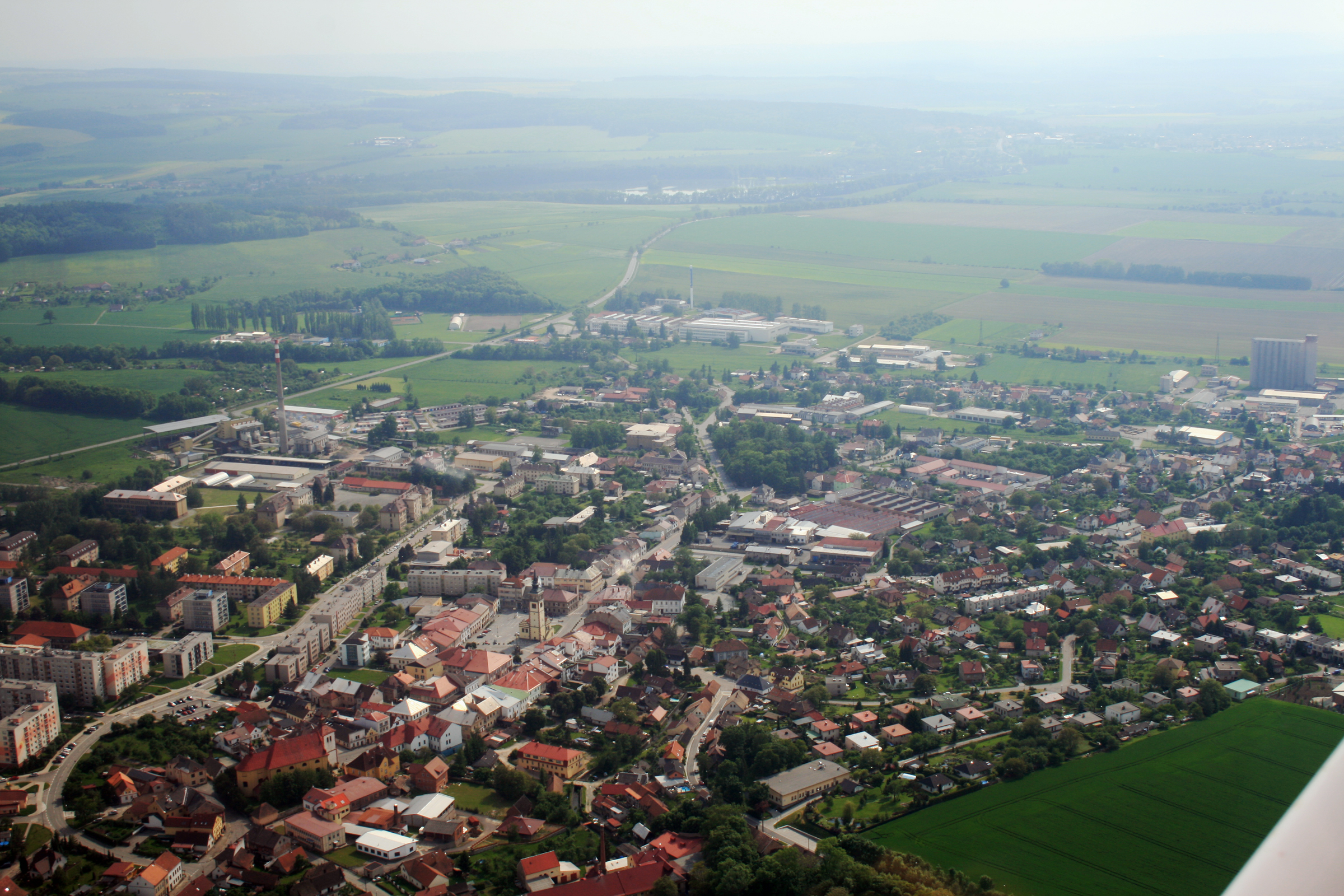
Общий вид
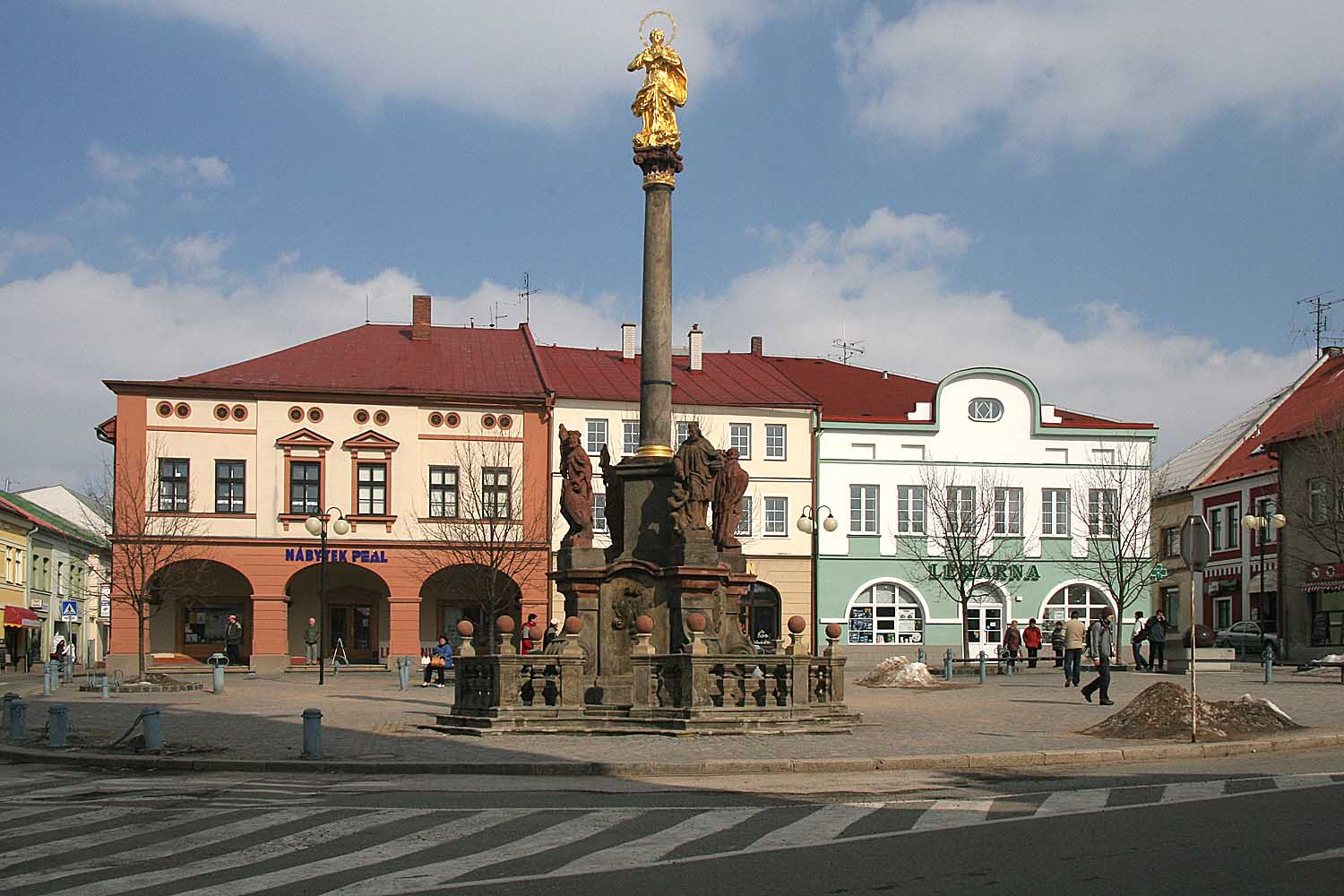
Центр города
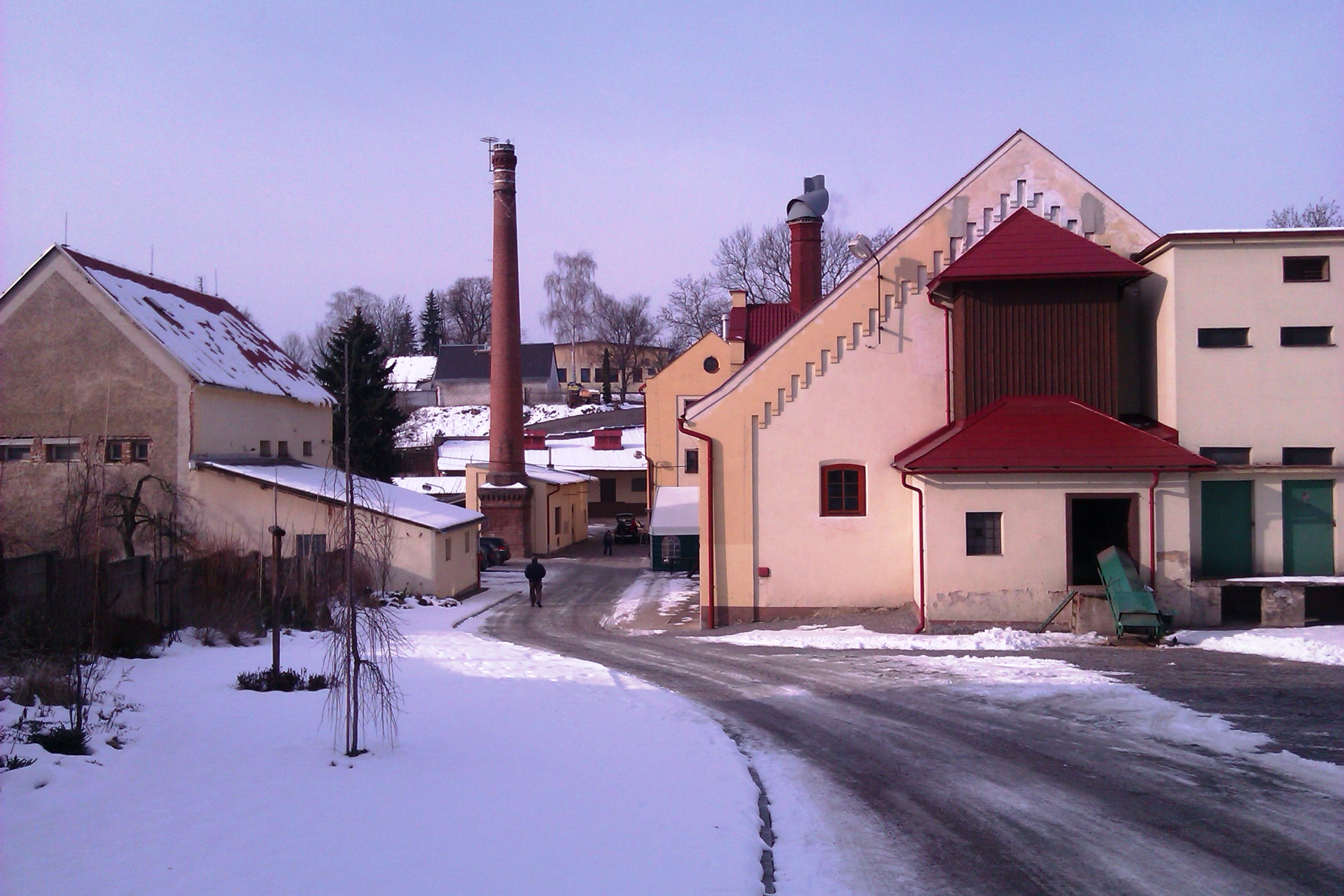
Пивоваренный завод
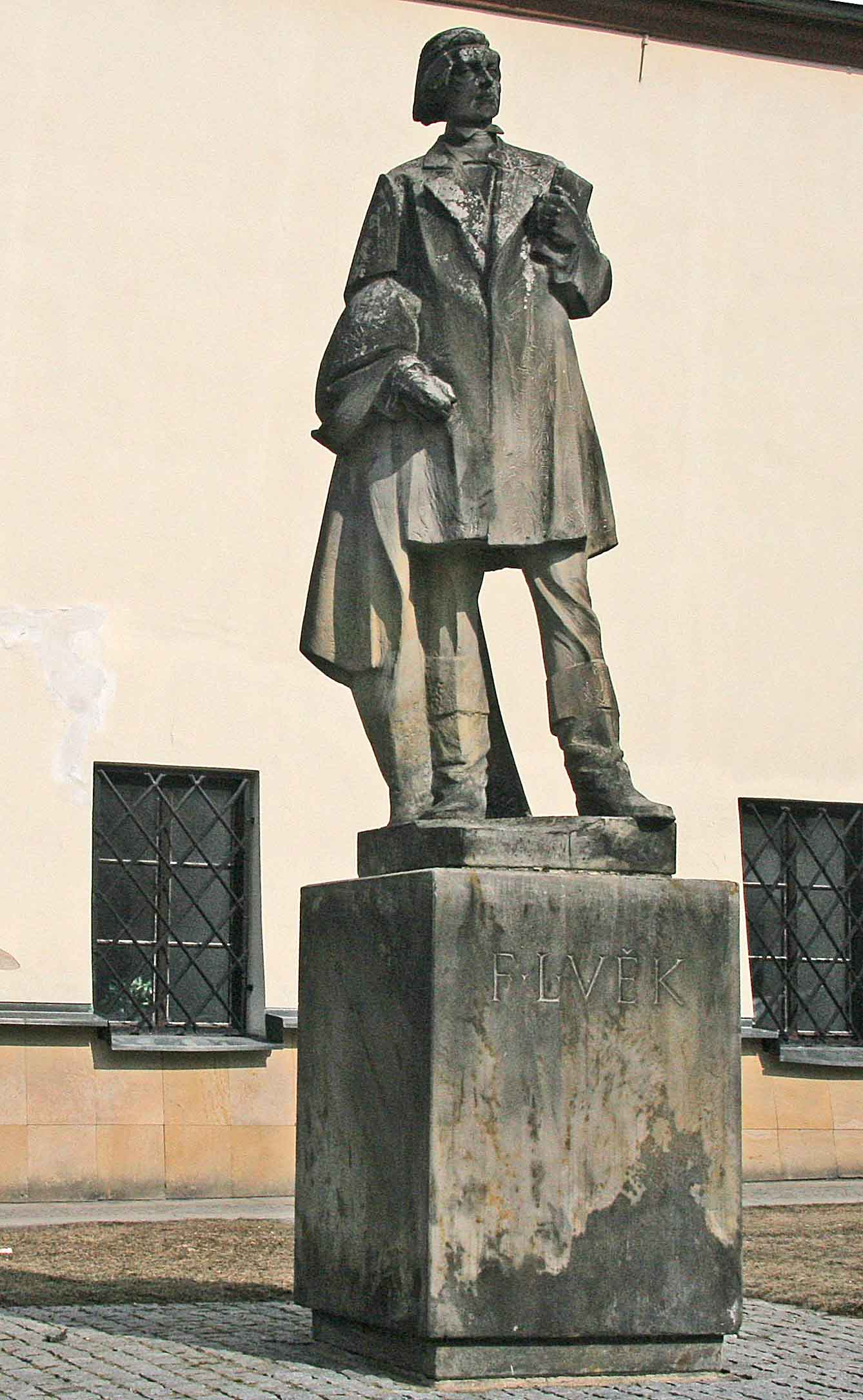
Памятник Ф. В. Геку